# ملک‌لی، قبله
ملک‌لی (به ترکی آذربایجانی: Məlikli) یک منطقه مسکونی در جمهوری آذربایجان است که در شهرستان قبله واقع شده است. ملک‌لی ۵۶۳ نفر جمعیت دارد.